# Szani

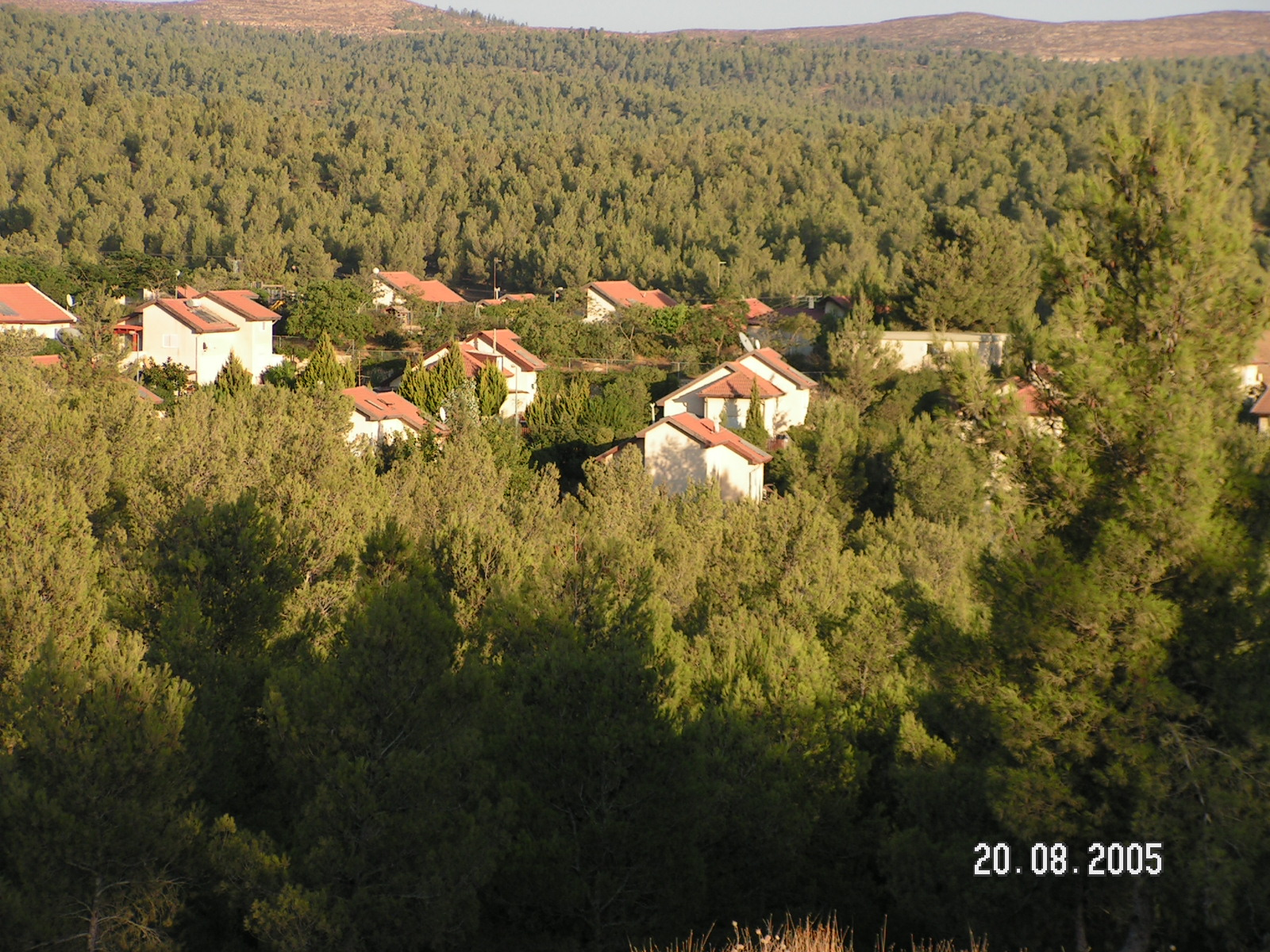

Szani (hebr. שני) – wieś położona w samorządzie regionu Har Chewron, w Dystrykcie Judei i Samarii, w Izraelu.
Leży w górach Judzkich, w południowej części Judei.

## Historia
Osadę założyli w 1982 osadnicy żydowscy.